# Чёкотово
Чёкотово (Чокотово, Чекотово) — русская деревня в Лесном районе Тверской области. Относится к Лесному сельскому поселению, до 2006 года входила в состав Борпрудовского сельского округа.
Расположена в 20 километрах к юго-западу от районного центра села Лесное, в 4 километрах от деревни Бор-Пруды, от которой через деревню проходит грунтовая дорога на Овсянниково (1,8 км), деревню на озере Иловец. К северу от деревни — небольшое озеро Чёкотовское, вокруг которого в 1960-е годы велись торфоразработки. На северо-запад от деревни расположен большой лесной массив, который переходит на территорию Новгородской области, до границы которой от деревни около 5 км. К югу — деревня Дворищи (2 км), к востоку — деревня Язовицы (2 км), к северо-востоку — деревня Чернятка (2 км).
В 1997 году — 4 хозяйства, 5 жителей.
Население по переписи 2002 года — 1 человек.
В 2008 году также числится 1 человек, 10 домов.
| 2010 |
| ---- |
| 1    |

## История
В середине XIX века значилась как владельческая деревня помещиков Савенковых (усадьба в деревне Дворищи). В 1859 году — 23 двора, 147 жителей.
В 1886 году входила в состав Парьевской волости Вышневолоцкого уезда Тверской губернии, 39 дворов, 216 жителей. Деревня относилась к приходу села Виглино соседнего Весьегонского уезда, в деревне — деревянная часовня Нила Столбенского (сохранилась до сих пор).
В начале XX века вокруг деревни возникли хутора Заозерье и Новое Чекотово.

В 1940-50-е годы относилась к Язовицкому сельсовету Лесного района Калининской области.
В годы Великой Отечественной войны на фронте погибли 12 жителей деревни.
В 1970-80-е годы в деревне отделение совхоза «Виглинский».